# Fuentes de Jiloca
Fuentes de Jiloca – gmina w Hiszpanii, w prowincji Saragossa, w Aragonii, o powierzchni 27,35 km². W 2011 roku gmina liczyła 280 mieszkańców.